# Palau del Concelho de Viana do Castelo
El palau del Concelho de Viana do Castelo és un antic paço situat a la plaça de la República a Viana do Castelo (Portugal).
És un edifici de dues plantes realitzat en granit, coronat per merlets i aixecat entre els segles xv i xvi. La seva planta baixa està formada per un porxo amb tres arcs ogivals i en la seva planta superior té tres finestres amb balconades de ferro que sobresurten de la seva façana. Sobre la finestra central estan esculpits l'escut reial, una esfera armilar i una nau, símbol de Viana do Castelo. Està classificat des de l'any 1910 com Monument Nacional.